# ブルーバード (バッファロー・スプリングフィールドの曲)
「ブルーバード」（Bluebird）は、バッファロー・スプリングフィールドが1967年に発表した楽曲。

## 概要
作詞作曲はスティーヴン・スティルス。1967年にスティルスはジュディ・コリンズと出会い、やがて交際を始めた。スティルスはのちにコリンズに宛てた曲「組曲: 青い眼のジュディ」を書くが、本作品の歌詞も同様にコリンズを想起させる。「彼女の目の深さは／到底分類できるものではない／彼女の目を見た君は催眠術にでもかかったようにそこに座り込む」
同年4月、ロサンゼルスでレコーディングが行われた。エンジニアはブルース・ボトニックが務めた。6月にシングルA面として発表される。B面はニール・ヤングが書いた「ミスター・ソウル」。シングル・バージョンは後半部分がない（収録時間は1分59秒）。同年10月30日発売のセカンド・アルバム『バッファロー・スプリングフィールド・アゲイン』に収録された。
1973年発売の2枚組のコンピレーション・アルバム『Buffalo Springfield』に収録されたバージョンはパンジョーの部分はカットされているが、エレトリックギターの即興演奏が続く（収録時間は9分）。

## 演奏者
- スティーヴン・スティルス - ボーカル、ギター
- リッチー・フューレイ - ギター、バッキング・ボーカル
- ニール・ヤング - ギター
- ボビー・ウェスト - ベース
- デューイ・マーティン - ドラムズ
- チャーリー・チン - バンジョー[5]

## カバー・バージョン
- ジェイムス・ギャング - 1969年のアルバム『Yer' Album』に収録。
- ザ・シャドウズ・オブ・ナイト - 1969年のアルバム『Shadows of Knight』に収録。
- ボニー・レイット - 1971年のアルバム『Bonnie Raitt』に収録。
- ヴァレンタイン・ブルー - はっぴいえんどに改名する前の1970年1月13日に行ったライブ。2004年発売のボックス・セット『はっぴいえんどBOX』に収録。
- シュガーケイン・ジェーン - 2012年のコンピレーション・アルバム『Music Is Love - A Singer-Songwriters' Tribute to the Music of CSN&Y』に収録。